# Короткодзьобий квак
Короткодзьобий квак (Gorsachius) — рід птахів родини чаплевих (Ardeidae). Це нічні і потаємні птахи. Зазвичай трапляються поблизу прісних водойм у лісових регіонах.

## Поширення
Три види поширені в Східній, Південній і Південно-Східної Азії, а один вид трапляється в Африці на південь від Сахари.

## Спосіб життя
Гніздяться поодинці або невеликими групами, у гнізді 2-5 яєць. Хоча в цілому вони ведуть нічний або сутінковий спосіб життя, але можуть годуватися протягом дня у похмуру погоду. Живляться крабами, ракоподібними, рибою, комахами, жабами та іншими дрібними тваринами.

## Класифікація
Рід містить чотири види:
- Квак білошиїй (Gorsachius magnificus)
- Квак японський (Gorsachius goisagi)
- Квак малайський (Gorsachius melanolophus)
- Квак білобокий (Gorsachius leuconotus)